# Beranagodu, Chikmagalur
Beranagodu là một làng thuộc tehsil Chikmagalur, huyện Chikmagalur, bang Karnataka, Ấn Độ.